# Translok DH 60
Die DH 60 der Translok GmbH ist eine Rangierlokomotive mit hydrostatischer Kraftübertragung und Einzelradantrieb im unteren Leistungssegment. Die Lokomotive wurde in den 1970er Jahren von der allrad Rangiertechnik GmbH in Heiligenhaus in Nordrhein-Westfalen entwickelt und war einer der ersten Typen, die später in die Serienfertigung gingen. Sie wurde zunächst von G. Zwiehoff, Rosenheim unter dem Namen minilok vertrieben und später vom Nachfolgeunternehmen der allrad Rangiertechnik, der Translok GmbH in Geldern weiterentwickelt, angeboten und gewartet. Mit der Schließung der Translok im Jahre 2020 und der folgenden Übernahme durch die IHP Service in Wülfrath wurde dieser Typ weiterhin unter dem Markennamen Translok (Stand 2025) angeboten.
Das geräumige Führerhaus ist mittig angeordnet und fällt durch besonders große Scheiben auf, die vorn fast bis zur Fußbodenebene hinabreichen. Das Fahrzeug kann mit Waggonbremsanlage, Funkfernsteuerung, automatischen Rangierkupplungen, in verschiedensten Spurweiten, mit Klimaanlage, Partikelfilter (TIER IIIb) oder Doppeltraktionssteuerung (in Verbindung mit einer Funkfernsteuerung) geliefert werden. Wird die Lokomotive über eine Funkfernsteuerung bedient, wird diese auch verwendet, wenn sich der Fahrer im Führerhaus befindet. Das Fahrzeug kann auf Vollgummirädern die Schienen verlassen, indem die Spurführungseinrichtung eingeklappt wird.
Insgesamt wurden bis heute ungefähr zwei Dutzend Lokomotiven geliefert, viele an Werkstattbetriebe von Straßenbahnen.

## Technik
Die DH 60 verfügt über einen hydrostatischen Antrieb, wie er vor allem im Baumaschinensektor verwendet wird. Der Dieselmotor treibt eine Hydraulikpumpe an. Jedes Rad wird einzeln von einem Hydraulikmotor angetrieben, d. h., es sind keine Achsen bzw. Radsätze im eigentlichen Sinne vorhanden. Diese Technik erlaubt es, die volle Zugkraft aus dem Stand heraus aufzubringen und mit einer sehr niedrigen Dauergeschwindigkeit von nur 1,5 km/h unter Motorvollast zu fahren. Der Druck im Hydrauliksystem beträgt dabei bis zu 420 bar. 
Die Antriebe können auch zum Bremsen verwendet werden, um die mechanischen Bremsen zu schonen.
Zur Kostensenkung wurde bei der Entwicklung der Lok so weit wie möglich auf Bauteile aus dem Kfz- und Baumaschinensektor zurückgegriffen.